# Неня Поліна Вікторівна
Неня Поліна Вікторівна (13 лютого 1980) — журналістка, телеведуча, головна редакторка та видавниця сайту Bestin.ua про культуру, моду і світське життя в Україні, засновниця громадського руху #ЖінкиUA, мотиваційна спікерка, дизайнерка.

## Життєпис
Після закінчення Інституту працювала журналісткою і телеведучою програми «Планета Боулінг» на каналі «ТЕТ». Пізніше перейшла на телеканал «1+1» на позицію редакторки програми «Без табу» з Ольгою Герасим'юк — три роки разом із командою соціальної програми допомагала громадянам України добиватися справедливості та вирішення життєво важливих питань.
З 2007 року почала активну діяльність у політичному PR — працювала помічницею депутата Верховної Ради України, була заступницею начальника Управління інформаційного забезпечення Київської міської державної адміністрації, радницею міністра МНС України з питань інформаційної політики.
У 2012 році, після народження другої дитини, залишила державну службу, заснувала та стала головною редакторкою і видавчинею власного онлайн видання Bestin.ua про культуру, моду та світське життя в Україні. Була ведучою програм «Богиня шопінгу» та «Ікона стилю» на телеканалі «ТЕТ».
У 2014 та 2021 роках експертка премії Best Fashion Awards, що кожного року обирає кращих українських дизайнерів, протягом останніх 6 років у списку журналу Harper's Bazaar найстильніших жінок в України у рамках премії Bazaar Best Dressed.
Активно підтримує благодійні проєкти, в тому числі Vintage Charity Market — всі кошти від якого направлені на закупівлю обладнання для передчасно народжених дітей.
У 2018 році була обличчям кампейна Bobkova.Basic.
У 2019 році, мама трьох дітей, після складного розлучення і боротьби за власну доньку #вернутьТеону, яку протягом 100 днів утримував її батько, заснувала громадський рух #жінкиUA, наголошуючи на необхідності законодавчих змін стосовно насилля та батьківського кіднеппінгу.
У 2021 році колаборація з українським брендом взуття Marsala.

## Родина
Сини — Платон (нар. 20 лютого 2009), Теодор (нар. 12 листопада 2011) та дочка Теона (нар. 13 жовтня 2016).
У ході повномасштабного російського вторгнення в Україну загинув її двоюрідний брат - лейтенант Державної прикордонної служби України Андрій Мірошников.

## Нагороди
- 2015 — Elle Style Awards від журнала Elle Україна — «Головна героїня світських хронік»[31].
- 2017 — Best Fashion Awards — «Натхнення»[32][33].